# Episodi di Psych (terza stagione)
La terza stagione della serie televisiva Psych è stata trasmessa in prima visione negli Stati Uniti d'America da USA Network dal 18 luglio 2008 al 20 febbraio 2009.
In Italia la stagione è stata trasmessa in prima visione dal canale a pagamento Steel dal 5 aprile al 24 maggio 2009. In chiaro è stata trasmessa da Rete 4 dal 3 ottobre 2009 al 10 luglio 2010; i primi 10 episodi sono stati trasmessi fino al 2 gennaio 2010, e successivamente dal 26 giugno 2010 sono stati trasmessi i rimanenti 6 episodi.
| nº | Titolo originale                                     | Titolo italiano                | Prima TV USA      | Prima TV Italia |
| -- | ---------------------------------------------------- | ------------------------------ | ----------------- | --------------- |
| 1  | Ghosts                                               | La casa infestata              | 18 luglio 2008    | 5 aprile 2009   |
| 2  | Murder? ... Anyone? ... Anyone? ... Bueller?         | La rimpatriata                 | 25 luglio 2008    | 5 aprile 2009   |
| 3  | Daredevils!                                          | Un caso... spericolato         | 1º agosto 2008    | 12 aprile 2009  |
| 4  | The Greatest Adventure in the History of Basic Cable | Zio Jack e la caccia al tesoro | 8 agosto 2008     | 12 aprile 2009  |
| 5  | Disco Didn't Die. It Was Murdered!                   | I favolosi anni settanta       | 15 agosto 2008    | 19 aprile 2009  |
| 6  | There Might Be Blood                                 | Due sorelle per un caso        | 22 agosto 2008    | 19 aprile 2009  |
| 7  | Talk Derby to Me                                     | Spirito di squadra             | 5 settembre 2008  | 26 aprile 2009  |
| 8  | Gus Walks Into a Bank                                | Ostaggi                        | 12 settembre 2008 | 26 aprile 2009  |
| 9  | Christmas Joy                                        | Liberate Babbo Natale          | 28 novembre 2008  | 3 maggio 2009   |
| 10 | Six Feet Under the Sea                               | Mistero nell'oceano            | 9 gennaio 2009    | 3 maggio 2009   |
| 11 | Lassie Did a Bad, Bad Thing                          | Indagine al buio               | 16 gennaio 2009   | 10 maggio 2009  |
| 12 | Earth, Wind and...Wait for It                        | Caccia al piromane             | 23 gennaio 2009   | 10 maggio 2009  |
| 13 | Any Given Friday Night at 10PM, 9PM Central          | Il giocatore scomparso         | 30 gennaio 2009   | 17 maggio 2009  |
| 14 | Truer Lies                                           | Le bugie hanno le gambe corte  | 6 febbraio 2009   | 17 maggio 2009  |
| 15 | Tuesday the 17th                                     | Il fantasma del campeggio      | 13 febbraio 2009  | 24 maggio 2009  |
| 16 | An Evening with Mr. Yang                             | Indovina indovinello           | 20 febbraio 2009  | 24 maggio 2009  |

## La casa infestata
- Titolo originale: Ghosts
- Diretto da: Stephen Surjik
- Scritto da: Steve Franks

### Trama
1995: Viene mostrato l'arresto di Shawn per mano di Henry dopo che il ragazzo aveva rubato un'automobile per appartarvisi con una ragazza (evento già menzionato in Agenzia investigativa "Psych"). Mentre il padre lo porta in prigione, il ragazzo gli riversa contro tutta la sua rabbia e il suo odio per il divorzio con la madre.
2007: Madeleine Spencer, madre di Shawn è tornata in città (e nel paese) per conto del Dipartimento di Polizia di Santa Barbara in qualità di analista, il suo compito è psicanalizzare Lassiter, sebbene questi veda la psicanalisi come una sfida da superare.
Nel frattempo il capo di Gus, il signor Haversham, scoperto il suo doppio lavoro gli pone una decisione da prendere, lasciare la compagnia o lasciare la Psych; Gus è combattuto, ma decide di tenersi il lavoro e comunica a Shawn che lascerà l'agenzia. L'amico la prende male e va a trovarlo sul posto di lavoro, dove lo raggiunge giusto in tempo perché Haversham li assuma per alcuni strani avvenimenti successi in casa sua che hanno fatto ipotizzare alla moglie che la casa sia infestata.
In realtà l'artefice di tutto è proprio Shawn che ha organizzato l'infestazione per convincere il capo dell'amico a fargli tenere il doppio lavoro: l'uomo tuttavia scopre l'inganno ed è sul punto di licenziare Gus quando Shawn lo prende di parte e gli rivela di sapere della sua frode finanziaria e della sua relazione extraconiugale, convincendolo a tornare sui suoi passi.
Madeleine dopo aver convinto Lassiter ad aprirsi e rivelargli le sue paure e i suoi segreti lo riabilita al servizio e si appresta a ripartire; prima però rivela al figlio che è vero che lei e Henry avevano gravi problemi coniugali ma non fu lui a lasciarla, fu l'esatto contrario.
- Altri interpreti: Christopher McDonald (Paul Haversham), Cybill Shepherd (Madeleine Spencer), Todd Stashwick (Frankjim Ogletree), Balinder Johal (Hadewych).
- Ascolti USA: telespettatori 4 890 000[1].
- Nota. È l'unico episodio in cui è James Roday a interpretare Shawn nel flashback iniziale, inoltre sempre nel flashback c'è un cameo con Lassiter quand'era ancora una recluta.

## La rimpatriata
- Titolo originale: Murder? ... Anyone? ... Anyone? ... Bueller?
- Diretto da: Michael McMurray
- Scritto da: Andy Berman

### Trama
2008: Gus organizza la rimpatriata della classe 1995 e costringe a presenziare anche Shawn sebbene lui nemmeno riconosca la scuola o gli ex-compagni, eccezion fatta per Abigail Lytar, la ragazza per cui prese una sbandata al liceo al punto da tormentarla per anni per avere un appuntamento che ottenne all'ultimo anno ma al quale non si presentò. Parlando con lei Shawn finge di non ricordarsene e la ragazza decide di non dare peso a tutto ciò in quanto appartenente al passato. Mentre parlano Shawn vede un uomo cadere dalla finestra ma quando raggiunge il cortile non trova il corpo.
Nonostante sia intenzionato a indagare Shawn viene ostacolato dall'assenza del corpo per cui non riesce a convincere dell'omicidio né Gus, né Abigail né Lassiter e chiama Jules perché gli faccia da supporto per le indagini; la ragazza si presenta in abito da sera e viene scambiata per la sua fidanzata. Indagando i due riescono a scoprire che gli ex re e reginetta della scuola, Howard e Eileen, ora marito e moglie, hanno assassinato un loro vecchio amico. La vittima si era preso anni prima la responsabilità di un incidente provocato dai due; non potendo più mentire aveva deciso di rivelare la verità ma ciò sarebbe stato controproducente poiché Howard voleva entrare al congresso.
Risolto il caso e trovato il cadavere, nascosto nella mascotte, Shawn trova il coraggio di dire la verità a Abigail: lui non si è dimenticato del loro appuntamento, era lì quella notte a fissarla da lontano mentre l'aspettava sul molo, troppo nervoso per avvicinarsi il ragazzo aspettò senza farsi vedere il momento in cui la ragazza si stancò di aspettare e andò via; a riprova di ciò le mostra i biglietti del Luna Park cui voleva portarla e che ha conservato per non dimenticarsi mai quanto fu stupido a lasciarla andare. I due si baciano e in quel momento Shawn scorge Jules da sola in mezzo alla pista da ballo; lui e Abigail si ripromettono che se mai il destino li farà rincontrare si daranno una seconda occasione.
- Altri interpreti: Cybill Shepherd (Madeleine Spencer), Rachael Leigh Cook (Abigail Lytar), Serinda Swan (Eileen Mazwell), Ben Ayers (Howie Tolkin), Janet Varney (Mindy Howland), Chris Baker (Peter Colter).
- Ascolti USA: telespettatori 4 480 000[2].
- Nota. È il primo episodio che non si apre col tradizionale flashback d'apertura; inoltre, la scena di chiusura omaggia quella del film di John Hughes, Breakfast Club.

## Un caso...spericolato
- Titolo originale: Daredevils
- Diretto da: John Badham
- Scritto da: Anupam Nigam

### Trama
1987: Shawn prova un'acrobazia quasi mortale in bicicletta, ma viene fermato dal padre, il quale lo rimprovera che i cosiddetti "fan" di queste imprese da scavezzacollo in realtà non vedono l'ora che il temerario si rompa la testa.
2008: Shawn accetta come pagamento per la risoluzione di un caso i biglietti per lo show del motociclista scavezzacollo Dutch l'audace; durante il numero, lui e Gus assistono al malfunzionamento della moto che porta il temerario a un passo dalla morte. Convinti che si sia trattato di sabotaggio si fanno assumere dal figlio di Dutch, Louis, che preoccupato per i continui sabotaggi avvenuti ai numeri del padre fornisce ai due la copertura necessaria a indagare.
Intanto Jules si lancia nell'impossibile missione di trovare una ragazza a Lassiter perché questi sia meno teso sul lavoro ma ogni tentativo fallisce miseramente.
Shawn indagando scopre che non esiste una sola persona che potrebbe volere la morte di Dutch, l'uomo infatti è amato da tutti gli uomini del suo staff, dal suo manager, dalla famiglia e dai fan e l'unico responsabile degli incidenti capitatigli è proprio lui stesso: scopertosi malato terminale di cancro ha istituito una polizza sulla vita segreta che garantisca alla moglie e al figlio una somma di un milione e duecento dollari qualora muoia durante uno dei suoi numeri. Shawn capisce la volontà dell'uomo e lo ferma prima che vada in scena per il suo numero: dicendogli che non lo fermerà se davvero vuole uccidersi ma lasciandogli un interrogativo, chiedersi cosa preferirebbe uno qualunque del suo staff o della sua famiglia, sei mesi in più con lui o un milione di dollari.
- Altri interpreti: Liam James (Shawn da bambino), Sage Brocklebank (Buzz McNab), Jeff Fahey (Dutch "l'audace" Jenkins), Brian Gross (Louis Jenkins), Mercedes McNab (Viki Jenkins), Bill Mondy (Manny Robertson).
- Ascolti USA: telespettatori 4 290 000[3].

## Zio Jack e la caccia al tesoro
- Titolo originale: The Greatest Adventure in the History of Basic Cable
- Diretto da: Jay Chandrasekhar
- Scritto da: Josh Bycel

### Trama
L'intero episodio è raccontato tramite flashback da Shawn, Gus e Henry, tenuti sotto interrogatorio da Lassiter, Jules e il capo Vick perché rispondano alle accuse di un crimine in cui sembra essere coinvolto Jack, lo zio di Shawn. Ad assistere all'interrogatorio c'è anche un uomo che sostiene di essere un agente del governo spagnolo.
1988: Alla giornata dei genitori Shawn fa parlare Jack al posto del padre e l'uomo, brillante e sognatore, conquista subito la classe raccontando la storia del pirata Buchate e regalando monetine di cioccolato.
2008: Dopo il primo flashback i tre protagonisti spiegano come sono finiti in quella situazione. Il giorno prima Jack andò a casa loro reclutandoli per una caccia al tesoro del pirata da cui è ossessionato, tuttavia si trovarono improvvisamente inseguiti da ex soci in affari dell'uomo che come lui volevano il tesoro. Gli uomini riuscirono a catturarli e a prendere la mappa ma non prima che Shawn localizzasse il tesoro, in seguito tuttavia furono prelevati dal governo spagnolo e portati in centrale per essere interrogati.
Tornati nel presente, l'agente spagnolo pone fine all'interrogatorio e porta Shawn e Gus con sé per costringerli a scavare e recuperare il tesoro. Una volta riportato alla luce l'uomo si rivela essere un socio di Jack che come gli altri è stato ingannato; i due riescono a sfuggirli e incontrano Jack nella foresta che si fa consegnare l'oro e poi scappa in macchina.
Tutti gli inseguitori si radunano e progettano di prendere i due in ostaggio per avere l'oro da Jack; prima di uscire dalla stanza degli interrogatori però Shawn aveva passato un foglietto a Jules dove erano riportati i sospetti che l'agente spagnolo fosse un falso; la ragazza arriva quindi in loro soccorso con il resto della polizia. Sembra che Jack abbia avuto quello che voleva ma con un colpo di scena imprevisto Shawn rivela di aver superato in astuzia lo zio e aver scambiato i soldi con delle pietre mentre correva nella foresta.
- Altri interpreti: Liam James (Shawn da bambino), Carlos McCullers II (Gus da bambino), Sage Brocklebank (Buzz McNab), Steven Weber (Jack Spencer), Jennifer Mawhinney (Miss Kean), Mark Espinoza (Andres), Desiree Zurowski (Karen Raven), Mark Gibbon (Mark Belleck).
- Ascolti USA: telespettatori 3 400 000[4].

## I favolosi anni settanta
- Titolo originale: Disco Didn't Die. It Was Murdered!
- Diretto da: Mel Damski
- Scritto da: Saladin K. Patterson

### Trama
1978: Il giovane sergente Spencer arresta un dinamitardo che minacciava di far saltare la centrale di polizia e viene decorato per questo.
2008: Il caso viene riaperto dopo più di trent'anni e viene affidato a Shawn e Gus; il capo Vick però proibisce ai due di informare Henry in quanto personalmente coinvolto ma, non conoscendo le procedure da adoperare, i due sono costretti a chiedere aiuto all'uomo e per non farsi scoprire girano per la città su un'auto d'epoca e con sfavillanti costumi anni '70.
Intanto Lassiter e Jules trovandosi di fronte a un caso poco appetibile lo scaricano a McNab, il quale scopre degli sviluppi incredibili che li lasciano a bocca aperta e con una grande invidia.
Gus, Shawn e Henry intanto scoprono che i veri dinamitardi erano i due complici dell'uomo arrestato da Henry, i quali sono usciti puliti dall'inchiesta precedente e ora che il caso è stato riaperto hanno fatto di tutto per non far venir fuori la verità. Shawn li smaschera attivando una loro bomba, con la minaccia che sarebbero morti tutti se non la disattivavano, dando prova così della loro colpevolezza. Fortunatamente per lui finisce tutto bene.
- Altri interpreti: Sage Brocklebank (Buzz McNab), Jere Burns (Derek Ford), Ted Lange (Pookie), Richard Keats (Eugene Franks), Jordan Baker (Melanie Ford).
- Ascolti USA: telespettatori 3 660 000[5].

## Due sorelle per un caso
- Titolo originale: There Might Be Blood
- Diretto da: John Badham
- Scritto da: Kell Cahoon

### Trama
1987: Shawn e Gus scavano una buca nel giardino di Henry per trovare il petrolio finendo per colpire un tubo dello scarico e far fuoriuscire fluidi.
2008: Dopo un incidente su una piattaforma petrolifera ufficialmente archiviato Psych viene chiamata in causa dal capo Vick per indagare in maniera non convenzionale; l'ostacolo che si pone è la guardia costiera, capitanata dal comandante Barbara Dunlap, sorella della Vick, che decide di indagare per conto suo reclamando il caso in quanto sotto la sua giurisdizione.
Shawn, Gus, Jules e Lassiter, infatuatosi di Barbara, si trovano quindi intrappolati in una faida tra sorelle che sembra durare da anni; compito loro sarà risolvere il caso nonostante i continui litigi delle sorelle e riappacificarle.
Il caso si rivela essere un omicidio, avvenuto per mano di Ashley Bentam, la figlia del proprietario della stazione petrolifera che cercava di nascondere le manovre illecite del padre. L'uomo infatti stava trivellando su una faglia e aveva realizzato una cartina falsa con un esperto geologo; uno dei suoi operai l'aveva però scoperto e perciò Ashley l'ha ucciso.
Il legame tra le due sorelle sarà lievemente sanato e Lassiter avrà il suo appuntamento con Barbara.
- Altri interpreti: Liam James (Shawn da bambino), Carlos McCullers II (Gus da bambino), Sage Brocklebank (Buzz McNab), Jane Lynch (Barbara Dunlap), Kelly Overton (Ashley Bentam), Barry Corbin (Billy Joe Bentam).
- Ascolti USA: telespettatori 3 960 000[6].

## Spirito di squadra
- Titolo originale: Talk Derby to Me
- Diretto da: Steve Miner
- Scritto da: Tim Meltreger

### Trama
1987: Henry fa un ennesimo test al figlio, dicendo di avergli rubato una cosa e che se non capirà cosa non la riavrà: il bambino capisce che il padre ha requisito il suo fucile a pallini perché ci giocava in cortile nonostante gli fosse proibito ma il padre rifiuta di ridarglielo, sebbene abbia indovinato, per insegnargli che i ladri mentono.
2008: Dopo l'ultimo di una lunga serie di furti avvenuti in negozi, Shawn capisce che i colpevoli sono donne e che fanno parte di una squadra di pattinaggio locale; Jules si finge una pattinatrice professionista di nome Maniac e indaga sotto copertura ricadendo nei suoi soliti eccessi.
Dalle indagini emerge che le colpevoli non erano affatto intenzionate a rubare la merce dei negozi, bensì copiavano dai file i documenti delle carte di credito degli acquirenti della settimana per carpirne i codici bancari.
Risolto il caso Shawn riesce a ottenere da Jules una sorta di appuntamento di pattinaggio a coppie come ringraziamento per il suo aiuto.
- Altri interpreti: Liam James (Shawn da bambino), Carlos McCullers II (Gus da bambino), Sage Brocklebank (Buzz McNab), Mickie James (Rita Westwood), Sydney Bennet (Denise Fox), Aliyah O'Brien (Wilde), Michael Jonsson (Stuart Coburn), Brenna O'Brien (Heather).
- Ascolti USA: telespettatori 4 230 000[7].

## Ostaggi
- Titolo originale: Gus Walks Into a Bank
- Diretto da: Eric Laneuville
- Scritto da: Andy Berman

### Trama
2008: Durante un prelievo in banca avviene una rapina e le persone all'interno della struttura vengono prese in ostaggio dai rapinatori; tra di esse c'è anche Gus.
Immediatamente la situazione diviene tanto drastica da richiedere l'intervento della SWAT e del suo espertissimo comandante Cameron Lutz.
Shawn, preoccupato per l'amico, non riesce a pensare in maniera lucida e quindi viene allontanato dalla scena; in più scopre che Jules e Lutz escono assieme, il che provoca la sua gelosia. Il "sensitivo" con uno stratagemma riesce a sostituirsi all'uomo della SWAT incaricato di consegnare i viveri agli ostaggi e quindi a entrare all'interno della banca; qui scopre che il sequestratore, Phil, non è affatto un ladro e si trova in quella situazione perché la moglie è stata rapita: gli hanno detto che la uccideranno se lui non porterà loro i diamanti racchiusi nel caveau della banca, ma la cosa è degenerata e ora lui è bloccato.
Shawn gli promette che l'aiuterà e si fa rilasciare per andare a cercare la donna sequestrata, spalleggiato da Lassiter e Jules, con cui ha più di un battibecco di gelosia dovuto alla relazione con lo SWAT.
I tre ritrovano la moglie dell'uomo e a capire che la mente del progetto, l'uomo che ha manipolato Phil, è in realtà il direttore della banca che vuole approfittare della confusione per appropriarsi dei diamanti, favorito dal fatto che Lutz stia per usare i fumogeni; fortunatamente i piani dell'uomo vengono sventati e Phil scagionato.
Quella sera Jules si reca alla Psych per ridare a Gus le scarpe lasciate alla banca durante la rapina, qui trova solo Shawn dato che Gus sta dormendo, la ragazza ammette che l'appuntamento di quella sera con Lutz è saltato (Shawn ha convinto con uno stratagemma l'uomo a fare ricerche nelle fogne per ore) ma che probabilmente lo vedrà ancora. Prima che se ne vada Shawn le offre un panino e una passeggiata sul lungomare e, dalla pronta risposta positiva di lei, s'intuisce che sperava in quella proposta.
- Altri interpreti: Sage Brocklebank (Buzz McNab), Gary Cole (Cameron Lutz), Alan Ruck (Phil Stubbins), David Bloom (Nathaniel Gresling), Dean Paul Gibson (Morgan Phelps), Jhene Erwin (Joanna Subbins), Jason Poulsen (Michael), Brandi Alexander (Natasha).
- Ascolti USA: telespettatori 4 020 000[8].
- Nota. È il secondo episodio privo di flashback iniziale.

## Liberate Babbo Natale
- Titolo originale: Christmas Joy
- Diretto da: John Landis
- Scritto da: Saladin K. Patterson

### Trama
1987: A Natale Henry costringe Shawn a indovinare i movimenti fatti la sera prima in salotto da Babbo Natale prima di lasciargli scartare i regali.
2008: Per Natale la sorella di Gus, Joy, ritorna in città. Quello che la famiglia di lei ignora tuttavia è che tra lei e Shawn ci sia stata una relazione non conclusa del tutto. Nel frattempo Psych riceve un ingaggio da una bambina che li supplica di liberare Babbo Natale di prigione: l'uomo che viene rilasciato grazie ai due è un attore che lavora ai grandi magazzini ed è anche il padre della bambina, oltre che un noto truffatore.
Due giorni dopo la sua scarcerazione il suo socio di truffe viene trovato morto e su di lui ricadono i sospetti; nonostante il rancore l'uomo supplica Shawn e Gus di scagionarlo per impedire che la sua bambina finisca affidata ai servizi sociali. Nel frattempo emerge il segreto di Joy e Shawn ma, dopo varie tensioni e litigi, tutto ciò serve ad aumentare il legame tra la famiglia Guster e il "sensitivo"; anche "Babbo Natale" viene scagionato dalle accuse quando si scopre che il vero colpevole è un suo secondo socio in affari che aveva fatto perdere le sue tracce.
- Altri interpreti: Liam James (Shawn da bambino), Sage Brocklebank (Buzz McNab), Phylicia Rashād (Winnie Guster), Keith David (Bill Guster), Faune A. Chambers (Joy Guster), Don McManus (Carl alias "Babbo Natale"), Cassandra Sawtell (Brittany), Noel Johansen (Theodore Meltregger), Nels Lennarson (Moncrief Johnson).
- Ascolti USA: telespettatori 3 710 000[9].
- Nota. Continua in questo episodio la tradizione natalizia degli Spencer di indovinare i reciproci regali. Inoltre in un cameo viene mostrato il ritratto di Shawn della loggia dell'episodio Veleno in polvere, e viene ripresa la sigla usata in Profumo d'omicidio.

## Mistero nell'oceano
- Titolo originale: Six Feet Under the Sea
- Diretto da: Steve Franks
- Scritto da: Steve Franks

### Trama
1987: Shawn e Gus durante una gita di classe si allontanano dal gruppo per andare a cavalcare un delfino come da loro programmato per mesi, tuttavia Henry che aveva scoperto il piano del figlio e si era finto malato per dargli una falsa speranza di riuscita li ferma e li riconduce al gruppo, dicendogli di impegnarsi di più la prossima volta.
2008: Gus porta Shawn al funerale di Shabby, un leone marino che aveva commosso la stampa l'anno precedente e che è stato trovato morto arenato sulla riva. Il "sensitivo" tuttavia osservandolo capisce che l'animale è stato assassinato quindi i due comunicano la loro scoperta a April, una giovane biologa marina convinta anch'essa del fatto; con il suo aiuto si introducono di nascosto nell'acquario, dove Shawn cercando di realizzare a distanza di anni il suo sogno di cavalcare un delfino scopre casualmente che Shabby era collegato a un GPS.
Rintracciando il segnale Shawn scopre che Shabby è stato accidentalmente ucciso da due contrabbandieri che l'avevano scambiato per un sub e sospettavano avesse scoperto le loro attività. Il "sensitivo" contribuisce dunque all'arresto dei due.
- Altri interpreti: Liam James (Shawn da bambino), Carlos McCullers II (Gus da bambino), Sage Brocklebank (Buzz McNab), Ted McGinley (Randy Labayda), Brooke D'Orsay (April MacArthur), Jamie McShane (Roger), Michael Tiernan (Spriggs).
- Ascolti USA. telespettatori 4.140.000[10].
- Nota. L'episodio ha una special guest star anche nella versione italiana, difatti April è doppiata da Federica De Bortoli, sorella di Barbara De Bortoli che nella serie dà la voce a Jules.

## Indagine al buio
- Titolo originale: Lassie Did a Bad, Bad Thing
- Diretto da: Stephen Surjik
- Scritto da: Kell Cahoon

### Trama
1987: Henry sottopone il figlio a un esperimento di deprivazione sensoriale per addestrare le sue percezioni a funzionare anche se privo della vista. Il bambino supera perfettamente il test.
2008: Lassiter arresta un potente signore del crimine locale, ma sfortunatamente l'FBI lo vuole nel programma protezione testimoni; nonostante le proteste questi hanno le autorizzazioni per prenderlo in consegna. La situazione si fa grave quando Lassiter viene trovato nelle celle con in mano la pistola e il cadavere dell'uomo ai piedi. L'agente viene immediatamente accusato e sospeso dal servizio.
L'ispettore capo finisce alla deriva: inizia a bere, si deprime sempre di più e guarda tutto il giorno vecchie serie televisive indossando dei mocassini e una camicia di Shawn.
Shawn e Gus non volendo credere alla colpevolezza dell'uomo decidono di aiutarlo a indagare privatamente, scoprendo che l'assassino è un agente del dipartimento, ora assegnato come nuovo partner di Jules, che si trovava sul libro paga del criminale. Temeva che la sua testimonianza in tribunale l'avrebbe smascherato per cui l'uccise prima che il programma protezione testimoni lo facesse sparire, incastrando Lassiter per l'omicidio. Il temporeggiamento di Shawn da tempo a Lassiter e alla polizia di arrestarlo.
- Altri interpreti: Liam James (Shawn da bambino), Sage Brocklebank (Buzz McNab), Hector Navarro (Chavez), Benjamin King (Drimmer).
- Ascolti USA: telespettatori 3 650 000[11].
- Nota. La valutazione psicologica cui si attengono gli affari interni per valutare il comportamento di Lassiter è quella stilata da Madeleine Spencer nell'episodio La casa infestata.

## Caccia al piromane
- Titolo originale: Earth, Wind and...Wait for It
- Diretto da: Tim Matheson
- Scritto da: Anupam Nigam

### Trama
1987: Shawn decide che vuole diventare un pompiere dopo averne sentito parlare uno a scuola ma Henry glielo impedisce dicendogli che la sua carriera sarà esclusivamente nella polizia.
2008: Dopo lo scoppio di un incendio in una vecchia abitazione, Psych si trova a indagare dietro all'insistenza di una giovane recluta dei pompieri convinta che si sia trattato di incendio doloso; durante le indagini però emerge qualcosa di molto più oscuro, un cadavere carbonizzato nascosto tra le pareti. Parte così una sfrenata caccia all'inafferrabile piromane.
Inizialmente Shawn sospetta del capo dei pompieri, che si mostra subito contrario alle indagini. In un secondo incendio l'uomo viene ucciso e allora la realtà viene rivelata, il vero colpevole è il direttore immobiliare Harvey Johnson: anni prima era stato un pompiere e aveva visto morire due colleghi, quindi cercò e uccise i colpevoli dell'incendio e li murò all'interno degli edifici da lui supervisionati dopo averli carbonizzati. Non riuscendo a convivere con la paura di essere scoperto, iniziò ad appiccare fuoco agli edifici per far sparire le prove e quando il capo dei pompieri lo scoprì egli involontariamente lo uccise.
Alla fine dell'episodio Gus si arruola come pompiere volontario.
- Altri interpreti: Liam James (Shawn da bambino), Sage Brocklebank (Buzz McNab), Milena Govich (Morgan Conrand), Richard Rihele (Army Johnson), Ty Olsson (Manetti), Bruce McGill (Dan Trombly), Reese Alexander (Patterson).
- Ascolti USA: telespettatori 3 830 000[12].

## Il giocatore scomparso
- Titolo originale: Any Given Friday Night at 10PM, 9PM Central
- Diretto da: Mel Damski
- Scritto da: Josh Bycel

### Trama
1987: Shawn, dopo aver assistito a una partita di football dei Thunderbirds, riceve la palla della partita da Sam Wislow, giocatore da lui venerato e a cui da anche dei consigli su come non venire intercettato.
2008: Dopo il ritrovamento di un piede putrefatto Psych è chiamata a indagare per scoprirne il proprietario che Shawn e Gus scoprono in breve trattarsi di un giocatore di football dei Thunderbirds, ora allenata da Sam Winslow. Per indagare e sfruttare il fascino dell'uniforme su Jules Shawn decide di entrare nella squadra sotto copertura come nuovo kicker.
Dopo che il corpo del giocatore viene ritrovato si sospetta si sia trattato di un omicidio; la verità è ben diversa, infatti l'uomo è morto in un incidente durante una gara di quad coi compagni che, preoccupati per le conseguenze se si fosse venuto a sapere, ne hanno occultato al cadavere. Shawn riesce a risolvere il caso e a riaccendere nel cuore del suo eroe la passione che stava perdendo verso lo sport e corona finalmente il sogno di tutta una vita: porta fuori dal tunnel l'intera squadra dei Thunderbirds.
- Altri interpreti: Liam James (Shawn da bambino), Sage Brocklebank (Buzz McNab), Mykelti Williamson (Sammy Winslow), Chistopher Wiehl (Matt Tompkins), Kofi Natei (Vince Garner), Drew Powell (Larry), Frank Gifford (Drew), Scott Miller (Adam), Chris Burns (Assistente coach 1), Shawn Stewart (Assistente coach 2), Peter Ciuffa (Sergei Vagnieff), Georgina Hegedos (Donna russa).
- Ascolti USA: telespettatori 4 320 000[13].
- Nota. Quando Jules e Lassiter interrogano la donna russa c'è una foto di Chad, il personaggio interpretato da Shawn nella telenovela dell'episodio Omicidio sul set, la donna si dice una sua grande fan. In questo episodio inoltre la "Psych" ottiene dei tesserini di riconoscimento che la semi-ufficializzano come collaboratrice del dipartimento.

## Le bugie hanno le gambe corte
- Titolo originale: True Lies
- Diretto da: Martha Coolidge
- Scritto da: Victoria Walker

### Trama
1987: Shawn viene sospeso da scuola e non lo dice al padre che, però, lo sorprende a casa; per giustificarsi il bambino gli racconta una storia inventata ma Henry capisce che si tratta di una bugia e l'ammonisce: se continua a mentire un giorno non gli crederà più nessuno.
2008: Al dipartimento di polizia viene portato Ryan Baysworth, bugiardo compulsivo noto per le sue false soffiate alla polizia. L'uomo è accusato dell'omicidio del suo portiere ma si dichiara innocente, sostenendo che in realtà sono stati due killer che ha incontrato in un bar ma non viene però creduto da nessuno, eccetto Shawn.
Il "sensitivo" si mette subito a indagare sul caso e per farlo paga la cauzione di Ryan coi soldi del fondo dell'agenzia. Paradossalmente scopre che Ryan ha detto la verità su ogni cosa, il portiere è infatti stato ucciso al posto suo da due killer di cui aveva sentito il piano segreto di uccidere Tom, un ragazzo in ospedale con l'amnesia che quattro giorni prima li aveva scoperti mentre uccidevano un avvocato.
Shawn e Gus prelevano l'uomo dall'ospedale e iniziano una fuga disperata per le strade di Santa Barbara inseguiti dagli assassini; il loro temporeggiamento permette alla polizia di prendere i pericolosi killer. Dopo l'avventura Ryan decide di smettere di mentire, anche se il controverso finale fa dedurre che stesse mentendo.
- Altri interpreti: Liam James (Shawn da bambino), Sage Brocklebank (Buzz McNab), Jonathan Silverman (Ryan "il bugiardo" Bainsworth), Jared Hillman (Tom Lieber), Adrian Hough (Assassino coi mustacchi), Dax Belanger (Assassino 2).
- Ascolti USA: telespettatori 4 460 000[14].

## Il fantasma del campeggio
- Titolo originale: Tuesday the 17th
- Diretto da: James Roday
- Scritto da: Steve Franks

### Trama
1988: Finito il campeggio Shawn torna a casa offeso perché Gus ha partecipato alla gara di Piñata con un altro bambino, Jason Cunningham, piuttosto che con lui.
2008: Jason assume Shawn e Gus per indagare sulla scomparsa di Annie, una delle animatrici con cui sta lavorando per riaprire il campeggio della loro infanzia; giunti sul posto succedono cose strane e lo stesso Jason si composta come un pazzo. Quando viene rinvenuto il pigiama insanguinato di Annie Shawn spaventato chiama Jules. La cosa tuttavia viene risolta in breve e si scopre che gli animatori del campeggio si stavano solo prendendo gioco di loro per testare il loro nuovo parco a tema "delitti al campeggio".
Nel frattempo Lassiter ha un appuntamento con l'ex moglie, l'uomo pensa sia l'occasione a lungo attesa di tornare insieme alla donna ma lei vuole solo fargli firmare le carte per il divorzio. L'ispettore capo è scosso ma decide di accontentarla e di lasciarsi finalmente alle spalle il passato con Victoria, la quale gli dice che nonostante il divorzio non smetterà mai completamente di amarlo.
I protagonisti intanto sono rimasti intrappolati al campeggio da una bufera che ha chiuso le strade; è solo allora che un vero pazzo inizia a ucciderli, a partire da Annie e Billy, per arrivare perfino a ferire Jason. Il colpevole è Clive, un altro animatore, il cui padre rimase ucciso in un incidente al campeggio; Shawn e Gus riescono a distrarlo mentre Jules lo disarma.
Jason non è in pericolo di vita e il campeggio riaprirà comunque, seppur con qualche ritardo. Nel finale Gus, memore della gara di Piñata, chiede perdono a Shawn per non averla fatta con lui.
- Altri interpreti: Liam James (Shawn da bambino), Carlos McCullers II (Gus da bambino), Sage Brocklebank (Buzz McNab), Diarmuid Ballard (Jason Cunningham da bambino), Mackenzie Astin (Jason Cunningham da adulto), Luisa D’Oliveira (Sissy), Elden Henson (Clive), Justine Bateman (Victoria Parker), Shawn Roberts (Billy).
- Ascolti USA: telespettatori 4 270 000[15].

## Indovina indovinello
- Titolo originale: An Evening with Mr. Yang
- Diretto da: Mel Damski
- Scritto da: Andy Berman

### Trama
2008: Shawn flirta con una cameriera a un bar riuscendo ad ammagliarla, Gus tuttavia lo rimprovera che dovrebbe essere più serio in certe cose e che non può certo correre dietro alle cameriere per tutta la vita, in tutta risposta Shawn chiama Abigail e le chiede un appuntamento per concludere quello che hanno lasciato in sospeso alla rimpatriata.
Intanto al Dipartimento di Polizia di Santa Barbara il capo Vick riceve una lettera da Mr. Yang il più temuto serial killer della città, già resosi colpevole di otto omicidi senza che la polizia abbia la benché minima idea della sua identità. Lo psicopatico vuole lanciare una sfida a Shawn e lascia per lui un biglietto con un indovinello, risolto l'indovinello Shawn, Gus, Lassiter, Jules e lo psicologo esperto di Mr. Yang Mary Lightly tornano al bar dove i due mangiavano quella mattina scoprendo che la cameriera è nelle mani del killer.
Risolto il secondo indovinello trovato sul posto il gruppo torna alla centrale e li trovano il terzo enigma di Mr. Yang, che li conduce fino a una stazione ferroviaria dove salgono a bordo di un treno e trovano un fascicolo con un altro indovinello, la pista li porta fino al molo dove c'è un cellulare che squilla ininterrotto, il ragazzo si rende conto che il cellulare ha iniziato a squillare solo quando sono arrivati e quindi Mr. Yang sta chiamando da un luogo vicino, tale luogo è la Psych.
Arrivati in agenzia scoprono che il pazzo è già andato via e gli ha lasciato un quinto indovinello. Shawn infuriato dice che non vuole più stare al gioco, ammette che Yang è migliore di lui e fa una sfuriata a tutti, compresa Jules, la quale cercava di convincerlo a non mollare il caso, uscendo la ragazza si dice estremamente delusa di lui.
Solo quando è rimasto solo con Gus il "sensitivo" ammette che stava bluffando solo per poter indagare fuori dal ramo d'azione di Yang. Sfortunatamente per lui la sua idea era già stata prevista dal geniale nemico che fa trovare la cameriera ai poliziotti e rapisce Madeleine Spencer.

Il primo incontro tra Shawn e Mr. Yang.

Col nuovo ostaggio Mr. Yang costringe Shawn a recarsi scortato dalla polizia fino a un vecchio drive-in seguendo un sesto indovinello. Qui trova la madre intrappolata in un'auto con una bomba e il killer (che si rivela essere una donna) in un'altra auto, essa gli dice che in lui ha trovato finalmente il suo Yin (degno nemico) e che scriverà un libro su di loro, offrendogli di scrivere la prefazione inoltre lo ammonisce che quella è solo "la fine dell'inizio" e gli permette di liberare la madre facendosi arrestare e congedandosi con la raccomandazione di pensarla durante il suo appuntamento; da lì Shawn capisce che Mr. Yang è stata a osservarlo per tutta l'indagine.
Shawn invita Abigail al autocinema e mentre compra i popcorn trova Jules, che è li per parlargli, i due si scusano vicendevolmente per la sfuriata e in seguito lei gli rivela i suoi sentimenti e gli chiede di uscire; a quel punto Shawn è costretto a rivelarle che Abigail è fuori ad aspettarlo, la ragazza capisce di essere arrivata troppo tardi, gli lascia un bacio e se ne va.
Shawn è combattuto ma decide di tornare da Abigail e, dopo tredici anni concludere il loro appuntamento.
- Altri interpreti: Ally Sheedy (Mr. Yang), Cybill Shepherd (Madeleine Spencer), Rachael Leigh Cook (Abigail Lytar), Jimmi Simpson (Mary Lightly), Sage Brocklebank (Buzz McNab), Emma Lahana (cameriera).
- Ascolti USA: telespettatori 4 830 000[16].
- Nota. Questo episodio, oltre ad essere il terzo privo di flashback iniziale è il primo della trilogia di Mr.Yang.